# Dave Grossman
Pour les articles homonymes, voir Grossman.
 (octobre 2019).
Si vous disposez d'ouvrages ou d'articles de référence ou si vous connaissez des sites web de qualité traitant du thème abordé ici, merci de compléter l'article en donnant les références utiles à sa vérifiabilité et en les liant à la section « Notes et références ».
Dave Grossman est un concepteur et développeur de jeux vidéo et notamment de jeux d'aventure.
Il fut l'un des développeurs du moteur SCUMM et scénariste, aux côtés de Ron Gilbert et Tim Schafer, de The Secret of Monkey Island, LeChuck's Revenge et Maniac Mansion: Day of the Tentacle. Après son départ de LucasArts, Grossman rejoignit Cavedog Entertainment et réalisa le scénario de Total Annihilation. Il s'associa ensuite à Ron Gilbert pour créer la société Humongous Entertainment et participa à l'élaboration de plusieurs jeux éducatifs.
À partir de 2005, Grossman conçoit des jeux d'aventure pour Telltale Games, un studio de développent fondé par des vétérans de LucasArts. Il gère aussi le site Phrenopolis.com où il présente ses créations artistiques (littérature, sculpture, collage...). Il est ensuite le responsable de l'équipe de conception du nouveau Monkey Island développé par Telltale Games sous licence auprès de LucasArts : Tales of Monkey Island.
Il quitte Telltale en Août 2014 et rejoint Reactive Studios en novembre 2014 en tant que directeur de la création. Reactive Studios a depuis changé de nom pour EarPlay.

## A participé au développement de
- The Secret of Monkey Island (1990), JVC, LucasArts
- Monkey Island 2: LeChuck's Revenge (1991), LucasArts
- Maniac Mansion: Day of the Tentacle (1993), LucasArts
- Total Annihilation (1997), Cavedog Entertainment
- Bone: Out from Boneville (Bone : la forêt sans retour) (2005), Telltale Games
- Bone: The Great Cow Race (2006), Telltale Games
- Sam and Max : Saison 1 (2006), Telltale Games
- Sam and Max : Saison 2 (2007), Telltale Games
- Strong Bad's Cool Game for Attractive People (2008), Telltale Games
- Tales of Monkey Island (2009), Telltale Games/LucasArts